# Boża Wola (województwo wielkopolskie)
Boża Wola – osada w Polsce położona w województwie wielkopolskim, w powiecie kościańskim, w gminie Krzywiń.
Bożawola była pod koniec XIX wieku wzmiankowana jako folwark w powiecie kościańskim, wchodzący w skład majątku Czerwona Wieś Macieja Chłapowskiego.
W latach 1975–1998 osada administracyjnie należała do województwa leszczyńskiego.